# Kike Velasco
Jesús Enrique Velasco Muñoz (Madrid, 16 de enero de 1972), más conocido como Kike Velasco, es un exfutbolista español que jugaba como defensa.

## Trayectoria
Formado en las categorías inferiores del Real Madrid C. F., en su etapa como juvenil conquistó el título de la Copa del Rey de 1991. En la temporada 1991-92 se incorporó al Real Madrid C. F. "B", donde permaneció durante tres campañas compitiendo en Segunda División. En la última de ellas, el 12 de marzo de 1994, consiguió debutar en Primera División con el Real Madrid, durante un encuentro disputado en el estadio Santiago Bernabéu contra el Rayo Vallecano. Tres días más tarde, jugó su único partido en una competición a nivel europeo, la Recopa de Europa, en el estadio Parque de los Príncipes ante el París Saint-Germain F. C.
Para la temporada 1994-95 fichó por el Real Sporting de Gijón. El 2 de octubre de 1994 anotó su primer gol en la máxima categoría ante su antiguo club, el Real Madrid, que supuso además el triunfo del Sporting por 1-0. En la campaña 1995-96 se convirtió de nuevo en el protagonista de uno de los duelos contra el conjunto blanco tras anotar el tanto de la victoria de su equipo por 0-1. Este hecho significó, asimismo, la segunda victoria de la historia del Sporting en el estadio Santiago Bernabéu. Disputó otras dos campañas con el equipo asturiano hasta el descenso a Segunda División del año 1998.
En la temporada 1998-99 regresó al filial del Real Madrid, que competía en la Segunda División B. Un año después, fue contratado por la U. D. Salamanca, equipo en el que permaneció durante tres campañas en la categoría de plata. En julio de 2002 fichó por el Burgos C. F., aunque un mes más tarde decidió rescindir su contrato para incorporarse a la plantilla del C. D. Numancia de Soria. Allí consiguió un ascenso a Primera División en la temporada 2003-04 y pudo disputar su última campaña en la máxima categoría, en la que el Numancia descendió nuevamente a Segunda División.
Posteriormente, militó en varios equipos de Segunda B y Tercera División de la Comunidad de Madrid, y abandonó la práctica del fútbol tras conseguir un ascenso a Tercera con el Atlético Esquivias C. F. en la temporada 2007-08.

## Selección nacional
Fue internacional con España en las categorías sub-19 —con la que se proclamó campeón de la Copa del Atlántico en 1991—, sub-20 —disputó cuatro partidos en el Mundial Juvenil de 1991 celebrado en Portugal—, y sub-21, con la que alcanzó las semifinales de la Eurocopa de 1994.

## Clubes
| Club                             | País   | Año       |
| -------------------------------- | ------ | --------- |
| Real Madrid C. F. "B"            | España | 1991-1994 |
| Real Sporting de Gijón           | España | 1994-1998 |
| Real Madrid C. F. "B"            | España | 1998-1999 |
| U. D. Salamanca                  | España | 1999-2002 |
| C. D. Numancia de Soria          | España | 2002-2005 |
| C. D. Las Rozas                  | España | 2005-2006 |
| U. D. San Sebastián de los Reyes | España | 2006      |
| Club Atlético de Pinto           | España | 2006-2007 |
| Atlético Esquivias C. F.         | España | 2007-2008 |